# Aqueo (mitología)
Aqueo (en griego antiguo Αχαιός) era, de acuerdo a las tradiciones, un hijo de Juto y Creúsa, y por ello un hermano de Ion y nieto de Helén. Los aqueos le consideran el creador de su raza, y derivan su propio nombre del suyo, así como Acaya, anteriormente Egialo en el norte del Peloponeso. Cuando su tío Eolo en Tesalia murió, fue allí y se hizo señor de Ftiótide, que también recibió el nombre de Acaya. Los únicos hijos conocidos de Aqueo son Arcandro y Arquíteles, quienes se desposaron con dos de las Danaides. Estos dos hermanos marcharon para pelear contra el rey de Troya, Laomedonte.
Las versiones helenísticas y romanas nos muestran variantes sobre Aqueo. Así Mario Servio Honorato llama a Aqueo un hijo de Júpiter y Pitia, lo cual quiere decir seguramente Ftía. Dionisio de Halicarnaso lo hizo hijo de Poseidón y de nuevo epónimo de Acaya. Para Servio era hijo de Zeus y de Ftía, hija de Foroneo, lo que ubica a Aqueo entre la estirpe Inácida, y no la estirpe de Helén, como citan las fuentes propiamente griegas.   